# Mijn vader woont in Brazilië
Mijn vader woont in Brazilië is een kinderboek uit 1974 geschreven door Thea Beckman.

## Inhoud
Monique woont bij haar moeder. Haar ouders zijn nooit getrouwd geweest. Haar vader is rond de tijd dat ze geboren werd naar Brazilië vertrokken om daar te werken. Sindsdien heeft haar vader nooit meer iets van zich laten horen.
Als ze in de brugklas zit, duikt haar vader plots zomaar uit het niets op. Haar vader heeft in Brazilië een andere vrouw leren kennen, met wie hij twee zoontjes gekregen heeft. Nu is ze gestorven en daarom wil hij alsnog met Monique haar moeder trouwen en hij wil ook dat zij naar Brazilië verhuizen, opdat Moniques moeder dan voor die zoontjes kan zorgen.